# 아이넷캅
아이넷캅(INetCop)은 대한민국 정보보안 소프트웨어 개발사이다. 2013년 벤처기업 인증을 받았고, 2014년에는 우수 중소기업, 강소기업으로 등록됐다.설립 초기 보안 컨설팅, 취약점 분석 사업으로 시작해 유선 네트워크 보안 사업을 영위하다 2011년 이후 무선 스마트 플랫폼 보안 기술 사업으로 영역을 확장했다. 이후 지속적인 R&D로 인공지능을 활용한 차세대 보안 솔루션을 개발, 보급하고 있다. 2011년 개발한 안티바이러스 ‘아로와나’ 엔진을 고도화 해 2019년 클라우드 기반의 머신러닝 안티바이러스 ‘OnAV(온백신)’ 엔진으로 발전시켰다. 해당 엔진은 AV-TEST, AV-Comparatives, PCSL, MRG Effitas, GS 인증 등 국내 외 기관으로부터 인증을 획득했다. 관계사 시큐리온이 판매하는 모바일 안티바이러스 솔루션 ‘OnAV’를 비롯한‘On’(온) 브랜드 솔루션들에 적용돼 있다.

## 역사
2001년 한울시스템 자회사로 시작해 2005년 1월 20일 법인 독립했다. 본사는 대한민국 인천 광역시 남동구에서 시작했으며, 현재는 서울특별시 송파구에 위치해 있다.
2011년 악성 앱 차단 모바일 안티바이러스 ‘아로와나’ 엔진, 시스템 커널 보호 솔루션 ‘실러캔스’ 엔진, 모의 침투 시험 도구 ‘하베스터’, 정적 분석 도구 ‘노틸러스’, 동적 분석 도구 ‘코노돈트’ 등 무선 보안 영역에서의 주력 솔루션 개발을 완료하며 무선 보안으로 사업 영역을 확장했다. 2012년 부설 연구소를 설립하고 기술 고도화 작업을 지속 중이며, 2017년 지주사 온시큐어홀딩스, 2019년 관계사 시큐리온 법인을 설립했다.

## 주요 제품
- AntiVirus

2011년 개발한 ‘아로와나’는 당시 커널 영역 취약점을 진단할 수 있는 유일한 제품으로 호평 받았으며, 머신러닝 기술 도입 등 집중적인 연구 끝에 탐지율 99%의 OnAV 코어 엔진으로 발전했다.
- Malware Analysis

2011년 개발된 노틸러스와 코노돈트는 데이터 수집채널 확대, 머신러닝 알고리즘 적용, 집단 지성을 활용한 평판 분석 등 다양한 각도에서 수 차례 고도화를 거쳐 현업 분석가들의 니즈에 최적화 된 ‘OnAppScan(온앱스캔)’으로 발전했다.
- Kernel Protection

관리자 영역의 취약점을 발굴, 분석하는 보호 솔루션 ‘실러캔스’를 개발하고, 해당 엔진을 사용하는 커널 기반 실시간 권한 상승 대응 솔루션 RTPED로 고도화했다.

## 자회사 및 관계사
- 온시큐어홀딩스: 2017년 9월 27일 설립됐으며, 아이넷캅과 시큐리온의 지주사다.
- 시큐리온: 2019년 5월 15일 설립됐으며, 머신러닝 기반의 모바일 IoT 종합 보안 솔루션 브랜드 ‘On’(온) 시리즈 관련 사업을 전담하고 있다.

## 같이 보기
- 온시큐어홀딩스
- 시큐리온